# М13 (ЗСУ)
М13 (зенітна самохідна установка) (англ. M13 Multiple Gun Motor Carriage) — зенітна самохідна установка США часів Другої світової війни, створена на базі шасі напівгусеничного бронетранспортера М3. Установка розроблялася на замовлення армії США для забезпечення протиповітряної оборони тактичних підрозділів у ході здійснення маршів. Фахівці компанії White Motor Company розробляли її на шасі М3 у період з липня 1942 до травня 1943 року. Єдиний випадок, коли М13 використовувалася за призначенням — бої за плацдарм поблизу італійського міста Анціо у січні 1944 року. Незабаром, у квітні 1944 року, М13 була замінена на більш досконалу систему М16.

## Історія
Перші роботи зі створення самохідної установки, озброєної зенітними кулеметами розпочалися ще у жовтні 1940 року. Основним чинником було те, що механізовані підрозділи американської армії під час здійснення маршу або ведення конвою, піддавалися ударам з повітря ворожої авіації й не мали засобів протидіяти штурмовикам та бомбардувальникам противника. Першим зразком була дослідна установка T1, що мала два великокаліберні кулемети M2 в установці Bendix. Вже варіант T1E1 мав привід, що приводив у дію турель з кулеметами, а варіант T1E2 оснащувався установкою Maxson. Наступна версія — варіація T1E3 мала електро-динамічний привід від авіабудівної компанії Glenn L. Martin Company.
Після досягнення позитивних результатів американські інженери обрали оптимальніший варіант — установку T1E2.
Для встановлення зенітної спареної установки використовували шасі напівгусенічного бронетранспортера М3. Спочатку їй присвоїли найменування T1E4, але 27 липня 1942 року була прийнята в серійне виробництво під номенклатурою M13 Multiple Gun Motor Carriage. Загалом з 27 липня 1942 до 15 травня 1945 року було випущено 1 103 одиниці ЗСУ. 583 з них були перероблені на більш досконалу систему М16, які почали надходити у війська наприкінці 1943 року.
M13 у складі VI корпусу 5-ї американської армії генерал-лейтенанта Марка Кларка висаджувалися на плацдарм під Анціо у січні 1944 року. Вони використовувалися за прямим призначенням, як засоби ППО тактичної ланки, згодом їх широко застосовували як потужні вогневі засоби проти німецьких моторизованих та танкових підрозділів під час проведення ними контратак. З усієї партії зброї лише 139 екземплярів використовувалися американською армією за межами США. 10 одиниць були передані Великій Британії за програмою ленд-лізу.